# Дубровська сільська рада (Спаський район)
Дубро́вська сільська рада (рос. Дубровский сельский совет) — сільське поселення у складі Спаського району Пензенської області Росії.
Адміністративний центр — село Дубровки.

## Населення
Населення — 801 особа (2019; 1038 в 2010, 1140 у 2002).

## Склад
До складу сільської ради входять:
| Населений пункт        | Населення, осіб (2002) | Населення, осіб (2010) |
| ---------------------- | ---------------------- | ---------------------- |
| Дубровки, село         | 886                    | 841                    |
| Єрмолаєвка, присілок   | 15                     | 0                      |
| Красний Восток, селище | 61                     | 52                     |
| Цепаєво, село          | 178                    | 145                    |